# Léonard Duval
Pour les articles homonymes, voir Duval.
Léonard Duval, né à Dieppe (France) en 1768 et mort au Caire (Égypte) le 21 octobre 1798, est un ingénieur des Ponts et Chaussées français.
Il fait partie de l'Expédition d'Égypte.
Il est massacré ainsi que Thévenod, dans la maison du général Caffarelli, pendant la révolte du Caire.
Le 29 novembre 1798, "on vient de vendre les livres et habits de ce pauvre Duval.